# Tatjana Oestinova
Tatjana Ivanovna Oestinova (Russisch: Татьяна Ивановна Устинова) (Aloesjta, 1913 - Vancouver, 6 september 2009) was een Sovjet-Russische geologe.
Oestinova was afkomstig van de Krim. Na haar studies aan de Staatsuniversiteit van Charkov werkte Oestinova in het natuurreservaat van Ilmen in het zuiden van het Oeralgebied. In 1940 werd zij samen met haar man Joeri Averin overgeplaatst naar het biosfeerreservaat van Kamtsjatka. Zij ontdekte daar in april 1941, samen met de gids Anisifor Kroepenin, de Vallei van de Geisers. Oestinova bleef tot 1946 in Kamtsjatka, om de Vallei van de Geisers verder te onderzoeken. Nadien werkte zij in Chisinau in de Moldavische Socialistische Sovjetrepubliek.
In 1989 ging Oestinova naar Canada om dichter bij haar dochter te gaan wonen. Zij was de schoonmoeder van de componist Nikolaj Korndorf. Op haar verzoek werd haar as worden uitgestrooid over de Vallei van de Geisers.